# Hitziger Lochgraben
Der Hitzige Lochgraben ist ein linker Zufluss der Kahl im Landkreis Aschaffenburg im bayerischen Spessart.

## Geographie

### Verlauf
Der Hitzige Lochgraben entspringt auf der Nordseite der Hohen Mark (414 m). Er fließt in nördliche Richtung durch ein Tal zwischen Heidkopf (325 m) und Giftigem Berg (317 m) und erreicht die Siedlung Birkenberg. Dort unterquert er die Bahnstrecke Kahl–Schöllkrippen und den Kahltal-Spessart-Radweg. An der Herrnmühle mündet der Hitzige Lochgraben in die Kahl.
Der Hitzige Lochgraben ist der durchschnittlich steilste Zufluss der Kahl.

### Flusssystem Kahl
- Liste der Fließgewässer im Flusssystem Kahl

## Einzelnachweise

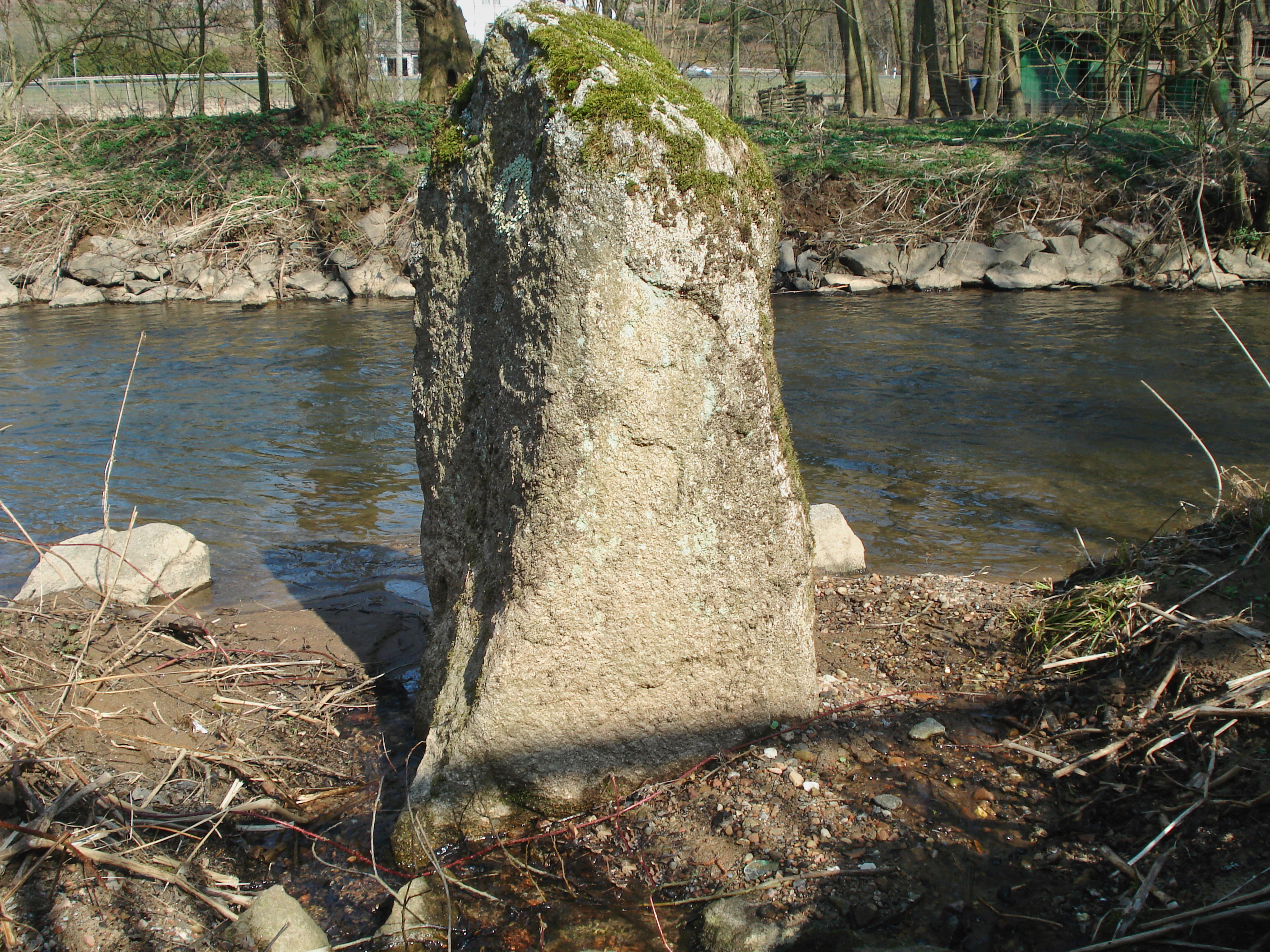
Der Hitzige Lochgraben mündet in die Kahl (links des Menhirs)